# نانامي آبي
نانامي آبي (باليابانية: 阿部奈々美؛ بالكانا: あべ ななみ) هي مدربة تزلج فني ‏ يابانية، ولدت في 11 أكتوبر 1972 في سنداي في اليابان.